# Жлобинский замок
Жлобинский замок (бел. Жлобінскі замак) существовал в XV-XVII веках в г. Жлобин Гомельской области.

## Описание
Располагался на правом берегу Днепра. Состоял из собственно замка (60 х 50 м.) и подзамка (130 х 60 м.), расположенного на 1,5—2 м. ниже замковый детинец. Весь комплекс возвышался на 3-4 м. над приречной жилой зоной средневекового поселения. Жлобинский замок был укреплён земляным валом и деревянными стенами-городнями с башнями и воротами.
В июле 1654 года казаки украинского гетмана И.Н. Золотаренко взяли штурмом и сожгли «замок Злобян». Более поздние сведения о Жлобинском замке не выявлены.
Замчишче было выявлено в 1983 году археологом Михаилом Ткачёвым. Замок располагался на правом берегу Днепр, состоял из основной площадки (60×50 м) и подзамковой террасы (130×60 м) на 1,5–2 м ниже. Комплекс возвышался на 3–4 м над прибрежной частью поселения. Он укреплялся земляным валом и деревянными заслонами (городнями) с башнями и воротами.
Затем на месте замка была построена спортивная школа со стадионом, рядом обустроен городской парк.
В 2012–2013 годах светлогорский археолог Тельман Маслюков проводил дополнительные раскопки: были найдены фрагмент стекла X–XIII веков, керамика XIV–XVII веков. Археологические раскопки больше не проводятся.

## Замок и поселение
По данным Ткачёва, замковая площадка (детинец) имела размеры примерно 50×60 м и возвышалась на 3–4 м над окружающей территорией. Подзамковый уровень — примерно 130×60 м и поднимался на 2–3 м. Обе площадки тянулись с севера на юг, окружённые валами с деревянными укреплениями.
Поселение, расположенное к востоку и югу от замка, находилось между валами и руслом ручья Чорначка, вытекавшего из болота в центральной части города. Ручей служил естественной границей поселения с юга.

## Современное состояние
Сегодня территория замка частично занята спортивной школой (детинцем) и стадионом (подзамком). Многое утрачено в результате строительства дорог. Сохранились лишь отдельные склоны и возвышенности на восточном и южном бортах.

## Историческое значение
Жлобинский замок выполнял функции местного оборонительного и административного центра. Его расположение между замками в Рогачёве и Стрешине соответствовало линейной системе укреплений у Днепра.